# Свечкино
Свечкино — деревня в Некрасовском районе Ярославской области. Входит в состав сельского поселения Красный Профинтерн.

## География
Находится в восточной части Ярославской области на расстоянии приблизительно 5 км на север по прямой от административного центра района поселка Некрасовское в левобережной части района.

## История
В 1859 году здесь (деревня Даниловского уезда Ярославской губернии) было учтено 35 дворов, в 1898 — 40.

## Население
Численность населения: 196 человек (1859 год), 21 (русские 100 %) в 2002 году, 8 в 2010.